# Mitra papalis
Espèce
L'espèce Mitra papalis est un mollusque gastéropode appartenant à la famille des Mitridae.
- Répartition : océans Indien et Pacifique.
- Longueur : 10 cm.

## Source
- Arianna Fulvo et Roberto Nistri (2005). 350 coquillages du monde entier. Delachaux et Niestlé (Paris) : 256 p.  (ISBN 2-603-01374-2)